# La disfatta
La disfatta (La Débâcle) è il penultimo romanzo dello scrittore francese Émile Zola appartenente al ciclo dei Rougon-Macquart pubblicato nel 1892.

## Trama
La storia è ambientata sullo sfondo di una serie di eventi politici e militari che ha posto fine al regno di Napoleone III e al Secondo Impero nel 1870, in particolare la guerra franco-prussiana, la battaglia di Sedan e la Comune di Parigi.
Il romanzo inizia nell'estate del 1870 quando, dopo gravi tensioni diplomatiche, la Francia dichiara guerra alla Prussia (il nucleo della Germania, che stava allora emergendo come una nazione formata da una serie di città diverse, regioni e principati). 
I francesi speravano di ottenere una rapida vittoria militare da parte dei loro eserciti in marcia verso est diretti a Berlino.
Invece l'esercito prussiano, attraversato il Reno prima dei francesi, li sconfigge riuscendo così a penetrare ulteriormente in Francia. 
Il romanzo è il più lungo della serie dei Rougon-Macquart.
Il suo protagonista è Jean Macquart, un agricoltore che dopo aver perso la moglie e la terra (i cui eventi sono descritti nel romanzo La terra), si è unito all'esercito per la campagna del 1870.
Il tema principale è la brutalità della guerra per il soldato comune e per la popolazione civile in quanto viene colpita dalle perdite di familiari e amici e dalle difficoltà economiche.
Il romanzo si divide in tre parti. 

### Prima parte
Nella prima parte il 106º reggimento di linea dell'Esercito francese, nel quale Jean Macquart è caporale, si sposta verso la parte meridionale della valle del Reno per prendere parte alla prevista offensiva contro la Prussia, ma, alla notizia della pesante sconfitta subita dal I Corpo d'armata nella regione dell'Alsazia, i francesi battono precipitosamente in ritirata senza combattere in un'atmosfera di confusione e demoralizzazione. Il 106º reggimento prima ripiega a piedi su Belfort attraverso le montagne dei Vosgi, quindi viene trasferito in treno verso Parigi e poi a Reims.
La demoralizzazione crescente e la stanchezza dei soldati francesi, a cui viene ordinato di marciare continuamente avanti e indietro apparentemente senza scopo, è acutamente descritta dall'autore. 
Diventa intanto evidente la crescente disorganizzazione dell'esercito che non è in grado di portare aiuti alimentari e attrezzature necessarie.
Il corpo d'armata di Jean viene trasferito a Reims da cui si suppone di dover marciare in seguito verso la città orientale francese di Metz dove un altro esercito francese è assediato dai prussiani.
Per reazione alle pressioni e ai movimenti da parte dei prussiani, la marcia si discosta dal suo obiettivo iniziale andando verso nord e l'esercito francese finisce nelle vicinanze della città di Sedan, nella valle del fiume Mosa, vicino al confine belga.
Nel frattempo Jean stringe amicizia con Maurice, un soldato che ha una sorella, Henriette, che vive a Sedan.

### Seconda parte
La seconda parte descrive la battaglia di Sedan durante la quale l'esercito prussiano riesce a circondare la città e, spostando la sua artiglieria sulle colline che la circondano, intrappola i francesi nella valle in una situazione disperata.
Nella battaglia che ne segue l'esercito francese cerca di rompere l'accerchiamento senza successo.
L'autore descrive la battaglia come è stata vissuta dai protagonisti del romanzo, in particolare da Jean, Maurice, Henriette e Weiss, suo marito, un civile che muore per difendere la sua casa contro i prussiani che avevano invaso il suo villaggio.
La battaglia si conclude con l'esercito francese che, ricacciato a Sedan, si deve arrendere al prussiani che minacciano di distruggere la città con i suoi abitanti, sia civili che militari, mediante l'artiglieria.
L'imperatore e l'esercito francese diventano prigionieri di guerra a Sedan.

### Terza parte
Nella terza parte del romanzo l'esercito francese è tenuto prigioniero per una settimana, dopo di che si mette in marcia per la Germania.
Intanto Jean e Maurice riescono a fuggire. Jean è ferito durante la fuga e finisce nelle vicinanze di Sedan, dove viene nascosto da Henriette che si occupa anche delle sue cure mediche fino all'inverno e alla sua guarigione.
Dopo qualche tempo Maurice si sposta a Parigi che durante l'inverno e all'inizio della primavera del 1871 viene circondata dai prussiani.
Nella primavera del 1871 Jean raggiunge l'esercito francese al servizio di un nuovo governo che ha negoziato un armistizio con i prussiani. Intanto nella capitale scoppia, alla notizia dell'umiliante armistizio, l'insurrezione popolare e viene costituita la Comune di Parigi, dominata dalle correnti politiche socialiste e comuniste.
Il governo francese invia un forte esercito, di cui fa parte anche il 124º reggimento nel quale è arruolato Jean, per schiacciare la Comune di Parigi. Per sette giorni, la settimana di sangue, infuria una sanguinosa battaglia urbana dentro Parigi, con morti, fucilazioni, rappresaglie, incendi e grandi distruzioni. Maurice, entrato nella Guardia Nazionale, combatte a favore degli insorti rivoluzionari ma, durante gli scontri viene ferito mortalmente da Jean.
Il romanzo si chiude con i tre personaggi principali: Jean, il moribondo Maurice e sua sorella Henriette che si era recata a Parigi dopo aver perso il contatto con il fratello per più di due mesi.

## Edizioni italiane
- trad. di G. Palma, Treves, Milano 1892
- trad. di Edmondo Corradi, Voghera, Roma 1907
- trad. di Alberto Manzi, Sonzogno, Milano 1917
- trad. di Italo Toscani, De Carlo, Roma 1944
- trad. di Camillo Berra, introduzione di Gianni Nicoletti, Utet, Torino 1955
- trad. di Luisa Collodi, introduzione di Lanfranco Binni, Newton Compton, Roma 1998 ISBN 88-8289-115-1
- trad. di Silvia Spellanzon, Fabbri, Milano 2001